# Relaciones Chile-El Salvador
Las relaciones Chile-El Salvador son las relaciones internacionales entre la República de Chile y la República de El Salvador. Las relaciones entre ambos países son extensas, abarcando diversos ámbitos, e históricamente se han desarrollado con normalidad y en un muy buen nivel, no importando el signo político de los gobiernos de turno, basándose en el principio de hermandad hispanoamericana.

## Historia

### sigloXIX
Las relaciones entre ambos países se han podido remontar hacia 1826, cuando Pedro Nolasco Riesco, quien era cónsul de Chile en Centroamérica (con sede en Ciudad de Guatemala) fue reemplazado por Carlos Thurn, pero más tarde se restringió su labor diplomática al Departamento de Sonsonate, en El Salvador. El primer representante salvadoreño en Chile fue Salustio Carvallo, designado por su país como cónsul en Valparaíso el 11 de octubre de 1871.
El 16 de mayo de 1870 se suscribió en Santiago un protocolo ad referéndum para acordar el cambio de publicaciones, y seis años más tarde, el 13 de julio de 1876, ambos países suscribieron un Tratado de Amistad, Paz, Comercio y Navegación. Se tiene registro de que, a propósito de la Guerra del Pacífico, el diplomático chileno Adolfo Carrasco Albano, viajó a El Salvador como Encargado de Negocios. Durante dicho conflicto, el gobierno salvadoreño anunció a la Cancillería chilena su «neutralidad absoluta». Tras el cometido de Carrasco Albano, que duró cerca de un año, no se presentó a El Salvador otro representante de Chile hasta 22 años después, con las misiones de Beltrán Mathieu y Galo Irarrázaval, a principios de 1901, que tuvo por objeto obtener votos de El Salvador en el Congreso Panamericano que debía celebrarse en México en 1901-1902. Asimismo, y de acuerdo a una placa conmemorativa existente en la Escuela Militar de El Salvador, se tiene conocimiento que ya, en el año 1901, visitó el país una misión militar chilena, con el objeto de capacitar y formar dicha academia. La segunda misión de cooperación militar se produce en el año 1903, la que fue encabezada por el entonces mayor del Ejército de Chile y luego Presidente de la República, don Carlos Ibáñez del Campo, quien además combatió por El Salvador en la guerra con Honduras y se casó con Rosa Quiroz y Ávila, de nacionalidad salvadoreña.

### sigloXX
Entre 1901 y 1949, los asuntos diplomáticos chilenos en El Salvador fueron atendidos por un ministro plenipotenciario, siendo el primero designado en dicho cargo Emilio Bello Codesido. En 1937 se suscribió un acuerdo sobre intercambio de valijas diplomáticas. En 1949, Chile designó a su primer embajador en El Salvador, Alberto Serrano Fellé, abriéndose la delegación diplomática en San Salvador en 1954. Posteriormente, en 1981, se firmaron convenios comerciales y culturales, y cuatro años después se firmó un acuerdo complementario al convenio de cooperación, científica y técnica en el campo de la administración pública. Durante la década de 1990, entre los muchos instrumentos firmados suscritos entre Chile y El Salvador se destacan un convenio básico de cooperación técnica y científica (1991), un acuerdo para el control y represión del uso indebido y tráfico ilícito de estupefacientes (1991), un acuerdo para la promoción y protección recíproca de las inversiones (1996) y un acuerdo de cooperación comercial (2000).

### sigloXXI
Ambos países suscribieron un tratado de libre comercio, que entró en vigencia el 3 de junio de 2002. De ahí en más se han fortalecido las relaciones bilaterales, firmándose una serie de instrumentos de cooperación en materias de cooperación académica, políticas públicas, telecomunicaciones, defensa a los consumidores, agricultura, vivienda, turismo, energía, gestión ambiental y en materia marítima.
En febrero de 2013, el gobierno chileno obsequió un busto de Arturo Prat, siendo erigido junto al de Bernardo O'Higgins en la Plaza de Chile, ubicada en la capital salvadoreña.
En marzo de 2016, el gobierno chileno donó 100 mil dólares a El Salvador para brindar asistencia alimentaria a familias de bajos ingresos afectados por la sequía en el país centroamericano.

### Visitas oficiales

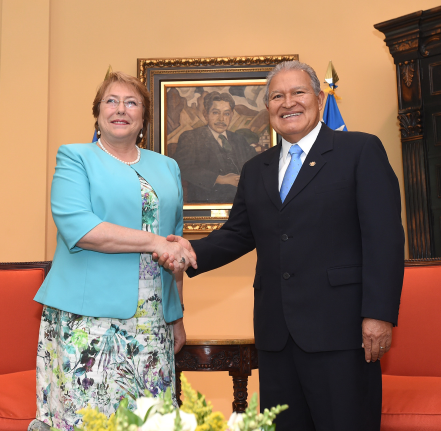
Reunión entre la Presidenta de Chile, Michelle Bachelet, y el Presidente de El Salvador, Salvador Sánchez Cerén, el 12 de agosto de 2015 en San Salvador.

Se tiene registra que el presidente chileno Juan Antonio Ríos efectuó una visita de Estado a El Salvador en noviembre de 1945.
El presidente salvadoreño Elías Antonio Saca realizó una visita de Estado a Chile en julio de 2007, ocasión en que se firmaron diversos acuerdos de cooperación en materia energética, gestión ambiental y turismo.
Posteriormente, el 25 de agosto de 2009 el presidente Mauricio Funes realizó una visita de Estado a Chile, oportunidad en que se suscribieron tres convenios. Asimismo, en julio de 2011, el presidente de la Asamblea Legislativa de El Salvador, Sigfrido Reyes, fue invitado a los actos conmemorativos del Bicentenario del Congreso Nacional de Chile, siendo condecorado con la Medalla Orden al Mérito del Senado de la República de Chile, en el Grado de Gran Oficial.
En junio de 2013, el presidente Sebastián Piñera realizó una visita de Estado a El Salvador, firmando un acuerdo integral de asociación con el presidente salvadoreño Mauricio Funes, e invitó a El Salvador a ser miembro observador de la Alianza del Pacífico, que impulsa Chile, Colombia, Perú y México.
En agosto de 2015, la presidenta Michelle Bachelet visitó El Salvador, ocasión en que firmó con su par salvadoreño Salvador Sánchez Cerén distintos convenios de cooperación a través de los cuales se fortalecerán los vínculos políticos, económicos y culturales entre ambos países.

## Relaciones comerciales
En 1999, Chile suscribió un tratado de libre comercio con Centroamérica, incluyendo a El Salvador, con quien además suscribió un protocolo bilateral adicional al tratado en materia de desgravación arancelaria que comenzó a regir el 3 de junio de 2002.

En 2023, el intercambio comercial entre ambos países ascendió a los 79,3 millones de dólares estadounidenses, lo que supuso un -2,2% de crecimiento promedio anual en los últimos cinco años. Los principales productos exportados por Chile fueron manzanas frescas, conductores eléctricos y cartulinas, mientras que El Salvador exportó mayoritariamente azúcar de caña y prendas de vestir.

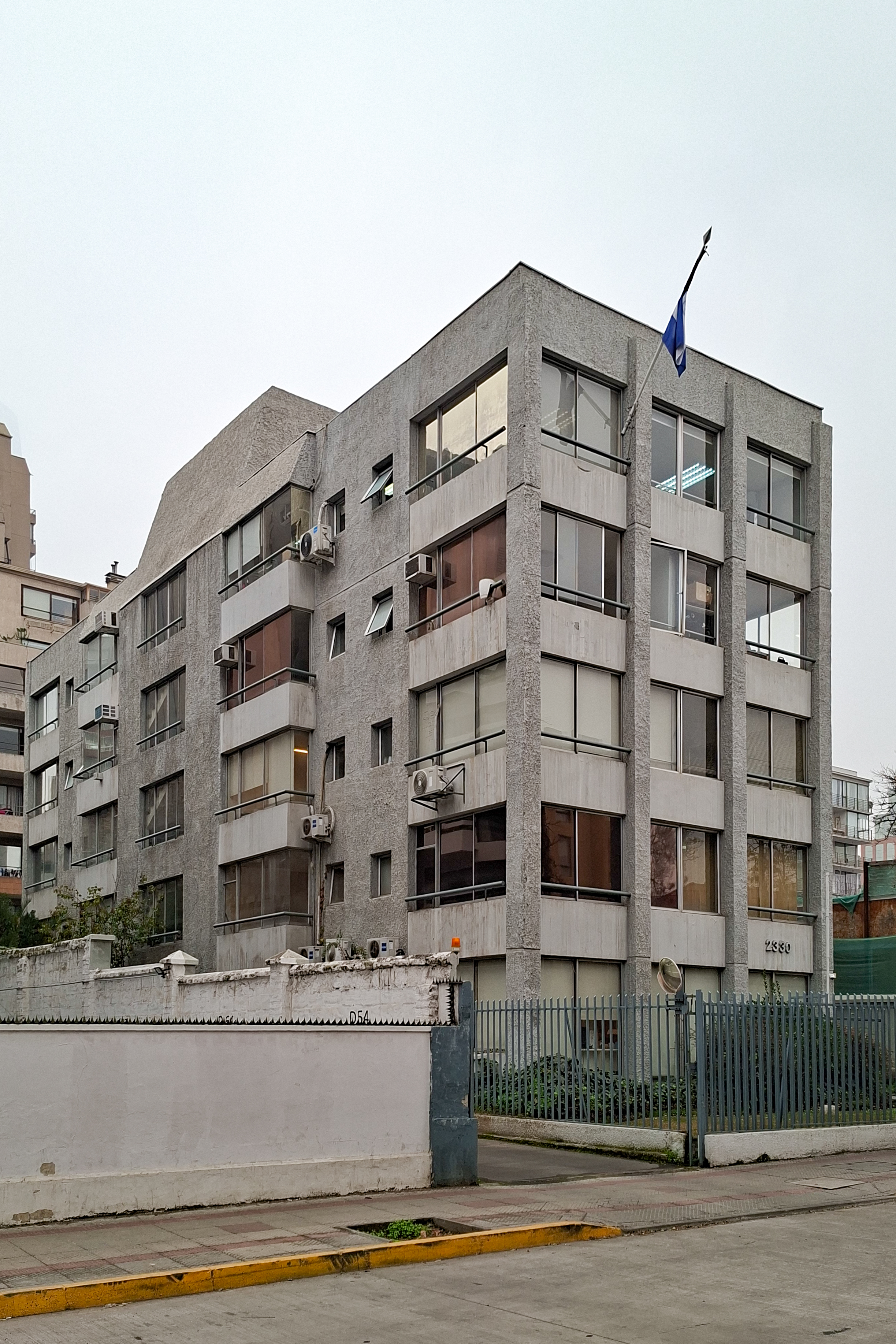
Embajada de El Salvador en Santiago de Chile

## Misiones diplomáticas
- Chile tiene una embajada en San Salvador.[12]
- El Salvador tiene una embajada en Santiago de Chile.[13]